# 남북출입사무소
남북출입사무소(南北出入事務所)는 철도 및 도로를 이용한 대한민국과 조선민주주의인민공화국 간의 출입에 관한 사무를 관장하는 대한민국 통일부의 소속기관이었다. 2012년 9월 27일에 발족하였으며, 경기도 파주시 장단면과 강원특별자치도 고성군 간성읍에 위치했다. 소장은 고위공무원단 나등급에 속하는 일반직공무원으로 보한다.
2023년 9월 8일, 남북관계관리단으로 통폐합됨에 따라 폐지되었다.

## 직무
- 남북한간 철도 및 도로 운영에 관한 사항의 총괄·기획 및 조정
- 남북한간의 출입과 관련된 각종 제도의 수립 및 개선
- 남북한간 출입계획의 접수, 출입의 확인 및 통보
- 남북한간 왕래, 수송장비 운행 및 물자의 반출·반입 등의 승인에 대한 신청서의 접수
- 남북한간 왕래, 수송장비 운행 및 물자의 반출·반입 등의 승인 여부에 대한 확인
- 남북한 주민의 방문증명서 재발급
- 남북출입시설 안의 출입통제 및 보안에 관한 사항
- 남북한간 열차 및 차량운행과 관련된 북한과의 협의 및 연락에 관한 사항
- 남북한간 출입에 따른 긴급상황의 처리에 관한 사항
- 남북한간 출입장소 및 관련 시설·장비의 설치·관리 및 운영
- 남북한간 출입과 관련되는 관계 기관과의 협조에 관한 사항
- 남북한간 출입장소 안의 행사지원에 관한 사항

## 연혁
- 2003년 11월 20일: 남북출입사무소 설치.[3]
- 2023년 9월 8일: 남북관계관리단으로 통폐합되어 폐지.[4]

## 조직

### 소장
- 출입총괄과[5]
- 경의선운영과[5]
- 동해선운영과[5][6]

## 같이 보기
- 대한민국 통일부
- 조선민주주의인민공화국
- 도라산역
- 제진역